# Alaksandr Bury
Alaksandr Iwanawicz Bury (biał.: Аляксандр Іванавіч Буры; ros.: Александр Иванович Бурый, Aleksandr Iwanowicz Bury; ur. 14 września 1987 w Mińsku) – białoruski tenisista, reprezentant w Pucharze Davisa, olimpijczyk z Londynu (2012) i Rio de Janeiro (2016).

## Kariera tenisowa
Największym osiągnięciem Białorusina jest zwycięstwo w deblowym turnieju rangi ATP World Tour w Gstaad na początku sierpnia 2015 roku. Tworzył wówczas parę z Denisem Istominem.
Tenisista reprezentuje Białoruś w Pucharze Davisa od 2009 roku. Według stanu na luty 2015 rozegrał łącznie dziesięć spotkań, z czego wygrał siedem, a trzy przegrał.
Bury dwa razy zagrał na igrzyskach olimpijskich w turniejach gry podwójnej, w Londynie (2012) i Rio de Janeiro (2016). W obu imprezach startował z Maksem Mirnym i Białorusini odpadali po pierwszych meczach.
Najwyższe – 366. miejsce w singlu osiągnął podczas notowania 10 lutego 2014 roku. 19 października 2015 roku zanotował 59. pozycję w deblu, co było jego najwyższą lokatą.

### Finały w turniejach ATP World Tour
| Legenda                                      |
| -------------------------------------------- |
| Wielki Szlem                                 |
| Igrzyska olimpijskie                         |
| Tennis Masters Cup / ATP Finals              |
| ATP Masters Series / ATP Tour Masters 1000   |
| ATP International Series Gold / ATP Tour 500 |
| ATP International Series / ATP Tour 250      |

#### Gra podwójna (1–0)
| Końcowy wynik | Nr | Data            | Turniej | Nawierzchnia | Partner       | Przeciwnicy                        | Wynik finału   |
| ------------- | -- | --------------- | ------- | ------------ | ------------- | ---------------------------------- | -------------- |
| Zwycięzca     | 1. | 2 sierpnia 2015 | Gstaad  | Ceglana      | Denis Istomin | Oliver Marach Aisam-ul-Haq Qureshi | 3:6, 6:2, 10–5 |